# Serravalle a Po
Serravalle a Po ist eine norditalienische Gemeinde (comune) mit 1422 Einwohnern (Stand 31. Dezember 2023) in der Provinz Mantua in der Lombardei. Die Gemeinde liegt etwa 20 Kilometer östlich von Mantua am Tione und grenzt an die Provinz Verona (Venetien).